# Asmik Grigorian
Asmik Grigorian (12 de mayo de 1981 en Vilna, Lituania) es una soprano lituana de relevancia internacional, notable Salomé, Tatyana, Jenufa y Madama Butterfly, se destaca como actriz trabajando con los directores de escena más polémicos del presente.
Es hija del tenor armenio Gegham Grigoryan (1951-2016)  y la soprano lituana Irena Milkevičiūtė (n. 1947.

## Trayectoria
Estudió música en la Academia Lituana de Música y Teatro y se graduó en 2006. Grigorian hizo su debut en la ópera en Kristiansand (Noruega) en 2004 como Donna Anna dirigida por Jonathan Miller, en 2005 hizo su debut lituano como Violetta en La traviata también dirigida por Jonathan Miller, y en 2006 se convirtió en una de las miembros fundadoras de la Ópera de la Ciudad de Vilna, cantando en La bohème (Mimi y Musetta), Pagliacci y en la Ópera Nacional de Letonia  y en el Teatro Mariinsky, interpretando Il Trittico, Otello, Madama Butterfly, The Gambler y Rusalka.
Desde 2011, Grigorian ha actuado en el escenario internacional. Fue reconocida en óperas de Pyotr Ilyich Chaikovski, interpretando papeles protagónicos, como Nastasya en La hechicera en el Theater an der Wien en septiembre de 2014 y como Tatiana en Eugene Onegin en la Komische Oper Berlin en 2016.
En mayo de 2016, Grigorian fue honrada en los International Opera Awards en Londres como la mejor recién llegada ("Joven cantante"). En diciembre de 2016 actuó en la Real Ópera Sueca en el estreno de la ópera Fedora de Umberto Giordano.
En su debut en el Festival de Salzburgo en agosto de 2017, cantó Marie en la ópera Wozzeck de Alban Berg.
Durante 2019/20, Asmik interpretó Manon Lescaut en la Oper Frankfurt, también regresó a su ciudad natal de Vilna, donde interpretó el papel de Polina en El jugador. Este papel se repitió hacia el final de su temporada en el Teatro Mariinsky de San Petersburgo. En 2020/21 como Cio-Cio-San (Madama Butterfly) en la Wiener Staatsoper y luego en el Teatro Mariinsky, y luego más tarde en la temporada en la Deutsche Oper. También cantó el papel de Liza en la Pique Dame de Chaikovski en el Teatro Mariinsky, Rusalka en el Teatro Real de Madrid y Salomé en el Teatro Bolshoi dirigido por Tugan Sokhiev. Su temporada terminó con actuaciones de Der fliegende Holländer en el Bayreuther Festspiele y como Crysotemis enElektra en el Salzburger Festspiele dirigido por Franz Welser-Möst.
En la Royal Opera House en una nueva producción de Jenůfa dirigida por Henrik Nánási. Luego regresó al Salzburger Festspiele para interpretar los tres papeles principales en una nueva producción de Il Trittico de Puccini, dirigida por Christof Loy. En el festival de 2023 cantó Lady Macbeth en la ópera de Verdi.

## Premios
- Ópera XXI: Cantante de ópera del año (2022)
- Mejor cantante femenina en los Premios Internacionales de la Ópera (2019)
- Orden de Méritos a Lituania, Cruz de Caballero (2018)
- Mejor artista emergente en los Premios Internacionales de la Ópera (2016)
- Premios de Teatro Austriacos - Mejor papel principal (2019)
- Opernwelt Critics Choice - Cantante del año (2019)
- Premio Franco Abbiati (2020)
- Premio Olivier (Jenůfa) a la mejor producción (2022)
- Orden de Méritos a Lituania, Cruz de Caballero (2018)
- Stage Cross en 2005 por mejor debut como Violetta
- Premio Nacional de Cultura y Artes de Lituania (2019)
- Medalla Armenian Movses Khorenatsi, 2021
- Sängerin des Jahre: Ganadora del premio OPUS KLASSIK, 2023

## Discografía
- Dmitri Hvorostovsky Sings of War, Peace, Love and Sorrow,Delos International, 2016
- Dissonance, Asmik Grigorian y Lukas Geniusas, Alpha Classics, 25 de marzo de 2022.[9]

DVD
- 2019: Strauss - Salomé (Julian Pregardien, Asmik Grigorian, John Daszak, Romeo Castellucci, Anna Maria Chiuri, Gabor Bretz)[10]
- 2021: Strauss - Elektra (Ausrine Stundyte, Tanja Ariane Baumgartner, Asmik Grigorian, Michael Laurenz, Franz Welser-Möst)
- 2021: Dvořák - Rusalka (Asmik Grigorian, Eric Cutler, Karita Mattila, Katarina Dalayman, Ivor Bolton)[11]
- 2022: Wagner – Der fliegende Holländer (Georg Zeppenfeld, Asmik Grigorian, Eric Cutler, Oksana Lyniv, Dmitri Tcherniakov)
- 2023: Puccini - Il Trittico (Alexey Neklyudov, Roman Burdenko, Karita Mattila, Franz Welser-Möst, Christof Loy)
- 2022: FUOCO SACRO, SCHMIDT-JARRE, NAXOS PARSMEDIA DVD 0730099014168